# 三つの恋の物語
『三つの恋の物語』（みっつのこいのものがたり、The Story of Three Loves）は、1953年に公開されたアメリカ合衆国のアンソロジー映画。
シドニー・フランクリン製作による「嫉妬深い恋人（The Jealous Lover）」「マドモアゼル（Mademoiselle）」「均衡（Equilibrium）」の三作品から成るオムニバス作品である。テクニカラー。

## ストーリー
プロローグ
ニューヨーク行きの豪華客船に乗っていた舞踏監督チャールズ・クードレイは、新作「アスタート」が初演だけで終わってしまった理由をある人物に尋ねられる。
嫉妬深い恋人
ロンドンの劇場で練習していたバレリーナのポーラがクードレイの前で倒れる。彼女は心臓が弱く、医者の指示により踊りを制限される。
「アスタート」の初日、クードレイは一人踊るポーラを目にし、魅了される。その日の夜、彼の指導のもと、ポーラは踊り続け、二人の間に愛が目覚めるが、その翌日にポーラは死亡する。
そして、場面は豪華客船の上に戻り、クードレイの前にマドモアゼルという女性が現れる。
マドマアゼル
マドモアゼルは、ローマに駐在しているアメリカの外交官キャンベルの家に、フランス語の家庭教師として働いていた。トーマスはフランス語の勉強が大嫌いで、彼が魔法使いだと思っていたヘーゼル・ペニコット夫人という老婆に大人にしてくれと頼む。ぺニコット夫人は、夜8時から12までなら、と魔法のリボンを授ける。
魔法のリボンで青年の姿になったトーマスは、マドモアゼルと出会い、恋に落ちる。だが、キャンベル家はローマを去る予定であり、彼女も同行する予定だった。帰り道、2人は明日の朝10時に駅で会う約束を交わす。だが、約束の時間になっても相手の姿が現れず、彼女はローマにとどまろうと考えていた矢先、ぺニコット夫人から「いつまでも待つのはよくない」と魔法のリボンを渡す。そこには、マドモアゼルの落としたリボンを手にした先の青年がいた。2人が夕食をとるのを、曲芸師のピエール・ナルヴァルは見守っていた。
均衡
サーカスの事故でパートナーを失ったナルヴァルは、サーカスから離れていたところ、自殺しようとしていたスキージャンプ選手ニーナを助ける。これがきっかけで彼はサーカスに戻り、ニーナもサーカスの世界に入る。ある日、2人はアメリカの興行師の前で演技を見せることになった。彼女が自分に惹かれていることを知ったナルヴァルは不安に陥るが、ニーナは演技を無事に演じ切る。そして、2人はアメリカへわたる。

## キャスト
| 役名                     | 俳優                     | 日本語吹替       | 日本語吹替       |
| 役名                     | 俳優                     | 東京12ch版       | NHK版            |
| 「嫉妬深い恋人」         | 「嫉妬深い恋人」         | 「嫉妬深い恋人」 | 「嫉妬深い恋人」 |
| ------------------------ | ------------------------ | ---------------- | ---------------- |
| チャールズ・クードレイ   | ジェームズ・メイソン     |                  | 水島弘           |
| ポーラ・ウッドワード     | モイラ・シアラー         |                  | 北島マヤ         |
| リディアおばさん         | アグネス・ムーアヘッド   |                  |                  |
| 「マドモアゼル」         |                          |                  |                  |
| マドモアゼル             | レスリー・キャロン       | 鈴木弘子         | 小川知子         |
| トーマス                 | ファーリー・グレンジャー |                  | 曾我部和行       |
| ヘーゼル・ペニコット夫人 | エセル・バリモア         |                  |                  |
| 11歳のトーマス           | リッキー・ネルソン       |                  |                  |
| バーでの女               | ザ・ザ・ガボール         |                  |                  |
| 「均衡」                 |                          |                  |                  |
| ピエール・ナルヴァル     | カーク・ダグラス         | 宮部昭夫         | 森次晃嗣         |
| ニーナ・バークハート     | ピア・アンジェリ         | 赤沢亜沙子       | 鈴木弘子         |
| マルセル                 | リチャード・アンダーソン |                  |                  |

- 東京12ch版：初回放送1969年11月20日『木曜洋画劇場』
- NHK版：初回放送1976年2月11日『劇映画』[2]